# ゴスペルジェネレーション
ゴスペルジェネレーション（Gospel Generation）は、栃木県宇都宮市にある、日本キリスト宣教団・峰町キリスト教会が製作する宗教番組である。
メッセンジャーは、峰町キリスト教会牧師、安食弘幸（あんじき　ひろゆき）師。
BS朝日にて放送されていたが、2007年3月に放送終了。
BSデジタル放送として全国で視聴可能な唯一のキリスト教番組であった。
提供は、アイライン。

## 放送局・放送時間
- とちぎテレビ 土曜日6:00～6:30

- 放送終了
  - ビーエス朝日　土曜日8:00～8:30、再放送　日曜日7:00～7:30